# Not That Kind
Not That Kind – debiutancki album studyjny nagrany przez amerykańską wokalistkę pop Anastacię, wydany dnia 27 marca 2001 w Stanach Zjednoczonych nakładem Daylight Records i Epic Records. Krążek odniósł duży sukces zajmując miejsca w Top 10 europejskich notowań najczęściej kupowanych albumów muzycznych oraz sprzedał się w dużej liczbie egzemplarzy czyniąc z Not That Kind udany debiut amerykańskiej wokalistki w Europie.
Album został źle przyjęty w rodzimym kraju artystki zajmując pozycję #168 na oficjalnej amerykańskiej liście najpopularniejszych krążków Billboard 200 oraz sprzedając się na tamtejszym rynku muzycznym w około 15.000 egzemplarzy.

## Listy utworów
Wersja standardowa
1. "Not That Kind" – 3:20
2. "I'm Outta Love" – 4:02
3. "Cowboys & Kisses" – 4:32
4. "Who's Gonna Stop the Rain" – 5:00
5. "Love Is Alive" – 3:56
6. "I Ask of You" – 4:27
7. "Wishing Well" – 3:57
8. "Made for Lovin' You" – 3:35
9. "Black Roses" – 3:38
10. "Yo Trippin'" – 3:35
11. "One More Chance" – 4:39
12. "Same Old Story" – 5:32

Edycja brytyjska
1. "Not That Kind" – 3:20
2. "I'm Outta Love" – 4:02
3. "Cowboys & Kisses" – 4:32
4. "Who's Gonna Stop the Rain" – 5:00
5. "Love Is Alive" (feat. Vonda Shepard) – 3:56
6. "I Ask of You" – 4:27
7. "Wishing Well" – 3:57
8. "Made for Lovin' You" – 3:35
9. "Black Roses" – 3:37
10. "Yo Trippin'" – 3:38
11. "One More Chance" – 4:39
12. "Same Old Story" – 5:32

Edycja amerykańska
1. "Not That Kind" – 3:20
2. "I'm Outta Love" – 4:02
3. "Cowboys & Kisses" – 4:32
4. "Why'd You Lie to Me" – 3:43
5. "Who's Gonna Stop the Rain" – 5:00
6. "I Ask of You" – 4:27
7. "Don't Cha Wanna" – 4:01
8. "Late Last Night" – 4:26
9. "Made for Lovin' You" – 3:35
10. "Black Roses" – 3:37
11. "Yo Trippin'" – 3:38
12. "One More Chance" – 4:39
13. "Same Old Story" – 5:32

## Pozycje na listach
| Lista sprzedaży (2000/01)        | Najwyższa pozycja |
| -------------------------------- | ----------------- |
| Australia ARIA Albums Chart      | 2                 |
| Austria IFPI Albums Chart        | 3                 |
| Dania IFPI Albums Chart          | 2                 |
| Finlandia IFPI Albums Chart      | 9                 |
| Francja SNEP Albums Chart        | 6                 |
| Niemcy IFPI Albums Chart         | 2                 |
| Norwegia IFPI Albums Chart       | 1                 |
| Nowa Zelandia RIANZ Albums Chart | 1                 |
| Szwajcaria IFPI Albums Chart     | 1                 |
| Szwecja IFPI Albums Chart        | 9                 |
| UK Albums Chart                  | 2                 |
| Włochy FIMI Albums Chart         | 5                 |
| USA RIAA Billboard 200           | 168               |